# Miro Rys
Miro Rys (* 18. Juli 1957 in Kladno, Tschechoslowakei; † 12. September 1977 in Deutschland) war ein US-amerikanischer Fußballspieler tschechoslowakischer Abstammung.

## Karriere
Rys, dessen Vater Miroslav nach den Ereignissen des Prager Frühlings 1968 über Jugoslawien und Österreich in die Vereinigten Staaten emigriert war, begann mit dem Fußballspielen an der Morton East High School in Cicero, Illinois. Nach seinem Abschluss 1975 unterschrieb der Stürmer im Alter von 18 Jahren einen Profivertrag beim  NASL-Club Chicago Sting, für den er in seiner ersten Saison vier Tore in 17 Spielen schoss.
Diese Leistungen brachten ihm 1976 eine Einberufung in die US-Nationalmannschaft. Rys debütierte am 20. Oktober 1976 im Alter von 19 Jahren, drei Monaten und zwei Tagen in einem WM-Qualifikationsspiel gegen Kanada und erzielte beim 2:0-Erfolg seiner Mannschaft den Führungstreffer. Danach kam er bei zwei torlosen Remis gegen Haiti zum Einsatz.
Zur Saison 1977 wechselte der Angreifer zu den Los Angeles Aztecs, wo er zusammen mit George Best im Sturm spielte. Nach zwei Spielen und zwei Toren für die Aztecs zeigte zunächst Borussia Dortmund Interesse an dem jungen Nationalspieler, der jedoch schließlich zu Hertha BSC wechselte. Für die Hertha bestritt Rys jedoch nie ein Spiel.

## Tod
Rys verunglückte bei einem schweren Autounfall auf dem Weg von Dortmund nach Berlin am 12. September 1977.
In Gedenken an Miro Rys vergibt die Illinois High School Soccer Association (IHSSCA) jährlich den Miro Rys Sportsmanship Award.